# 八谷賢一
八谷賢一，日本資深男性動畫導演、演出家。代表作是擔任導演的OVA《天地無用！》系列。

## 人物簡介
早年以動畫師一職參加過許多作品，後來轉向從事演出。1989年的OVA《無限地帶23  PARTIII》首次擔任導演。從此參加過許多各種科幻類作品。
2013年播出的電視動畫《IS〈Infinite Stratos〉 2》負責原畫工作在動畫師領域中賦歸。

## 主要參加作品

### 電視動畫
1980年代
- 機甲創世記（1983年－1984年，原畫、動畫）
- 亞空大作戰斯蘭格爾（1983年－1984年，動畫）
- 玻璃假面 (1984年版)（1984年，動畫）
- 星槍士俾斯麥（1985年，演出）

1990年代
- 神秘的世界（1995年－1996年，分鏡）
- 吹波糖危機2040（1998年，演出）
- D4朵莉絲（1999年，首席演出、分鏡、演出）

2000年代
- 迷糊女戰士（2000年，分鏡）
- 庫洛魔法使（2000年，演出）
- 花右京女侍隊（2001年，導演補佐）
- Chobits（2002年，分鏡）
- 拜託了☆老師（2002年，分鏡、演出）
- 拜託了☆雙子星（2003年，分鏡、演出）
- 馳風競艇王（日语：モンキーターン (漫画)）（2004年，分鏡）
- 美少女學園（2005年，分鏡）
- 強殖裝甲加爾巴（2005年，分鏡）
- 鍊金三級魔法少女（2006年，導演[1]）
- 不平衡抽籤（2006年，分鏡）
- 造夢同人誌（2007年，導演）
- 強襲魔女（2008年，助理導演）
- 旋風管家 (第2期)（2009年，分鏡）
- 科學超電磁砲（2009年，分鏡、演出）

2010年代
- 嬌蠻貓娘大橫行（2010年，導演〈第2話〉、分鏡）
- 強襲魔女2（2010年，副導演）
- 其中1個是妹妹！（2012年，演出）
- 校園剋星（2012年，分鏡、演出）
- 絕對防衛利維坦（2013年，導演、分鏡、OP&ED分鏡&演出）
- IS〈Infinite Stratos〉 2（2013年，原畫）
- 魔法戰爭（2014年，演出）
- 劍靈 Blade & Soul（2014年，分鏡）
- 那就是聲優！（2015年，分鏡、演出）
- 奇異太郎少年的妖怪繪日記（日语：奇異太郎少年の妖怪絵日記）（2016年，分鏡）
- AKIBA'S TRIP -THE ANIMATION-（2017年，分鏡、演出）
- 戀愛暴君（2017年，分鏡）
- 宇宙戰艦提拉米斯（2018年，分鏡、演出）
- Endro～！（2019年，分鏡）

2020年代
- 夢幻之星Online2 神諭篇章（2020年，分鏡、演出）
- 成群結伴！西頓學園（2020年，分鏡）
- 總之就是很可愛（2020年，分鏡）
- 女僕冥土小姐（2024年，分鏡）

### OVA
- GALL FORCE（日语：ガルフォース） EternalStory（1986年，演出）
- 吹泡糖危機（1987年，演出）
- TEN LITTLE GALL FORCE（1988年，演出）
- 無限地帶23 PARTIII（1989年，導演[注 1]）
- BE-BOY KIDNAPP'N IDOL（日语：BE-BOY KIDNAPP'N IDOL）（1989年，演出）
- 冒險！伊庫薩3（1990年，演出）
- 超時空要塞II -LOVERS AGAIN-（1992年，導演）
- 天地無用！系列
  - 天地無用！魎皇鬼OVA SPECIAL（1993年，導演）
  - 天地無用！魎皇鬼OVA 第2期（1994年－1995年，導演）
  - 天地無用！魎皇鬼OVA 第3期（2003年，導演）
  - 天地無用！魎皇鬼 第3期PLUS 1「天地晴朗 卻波瀾萬丈？」（2005年，導演）
- 大運動會（1997年，分鏡、演出）
- 現視研（2006年，分鏡）
- 機械女僕（2008年，分鏡）

### 電影動畫
- 強襲魔女 劇場版（2012年，副導演）

## 腳註